# Tobi (Insel)
Tobi, auch Hatohobei oder Kodgubi genannt, ist eine kleine abgelegene Insel im Westpazifik. Das Eiland mit einer Landfläche von 0,6 km² ist üppig  mit Kokospalmen (Cocos nucifera) bewachsen und von einem dichten Korallenriff umgeben.
Gemeinsam mit dem etwa 75 km östlich gelegenen Helen-Riff, einem großen unbewohnten Atoll, bildet Tobi den palauischen Staat Hatohobei, dessen gleichnamiger Hauptort an der Südwestküste der Insel Tobi liegt. Der Staat Hatohobei ist das südlichste Verwaltungsgebiet der Inselrepublik Palau, das Dorf Hatohobei auf Tobi somit Palaus südlichste Ansiedlung. Die Sprache der Insel ist das Tobianische.

## Geschichte
Tobi zählte von 1901 bis zum Ersten Weltkrieg zur Kolonie Deutsch-Neuguinea.